# Mujib-Talsperre
Die Mujib-Talsperre (auch: Wadi-al-Mujib-Damm; arabisch سد الموجب, DMG Sadd al-Mūǧib) liegt im Wadi Mudschib etwa 100 km südlich von Amman in Jordanien. Das Absperrbauwerk ist 67 m hoch und 764 m lang. Der mittlere, 466 m lange Teil des Bauwerks ist eine Gewichtsstaumauer aus Walzbeton. Die beiden Talflanken bestehen aus einem Steinschüttdamm.
Die Hochwasserentlastung führt als eine treppenförmige Schussrinne über die Walzbetonmauer. Die Talsperre wurde am 12. April 2004 von König Abdullah II. eingeweiht. Sie dient der Bewässerung und wird von der Jordan Valley Authority in Amman betrieben. Geplant wurde das Projekt unter anderem von Lahmeyer International.